# Plaza de Alonso Martínez (Madrid)
La plaza de Alonso Martínez (antes llamada glorieta de Santa Bárbara) es una amplia encrucijada del distrito de Chamberí en la ciudad de Madrid. Confluyen en ella las calles de Génova, Almagro, Santa Engracia, Sagasta y, en el costado sur, la plaza de Santa Bárbara. Su última denominación hace honor al jurista y político Manuel Alonso Martínez.

## Historia

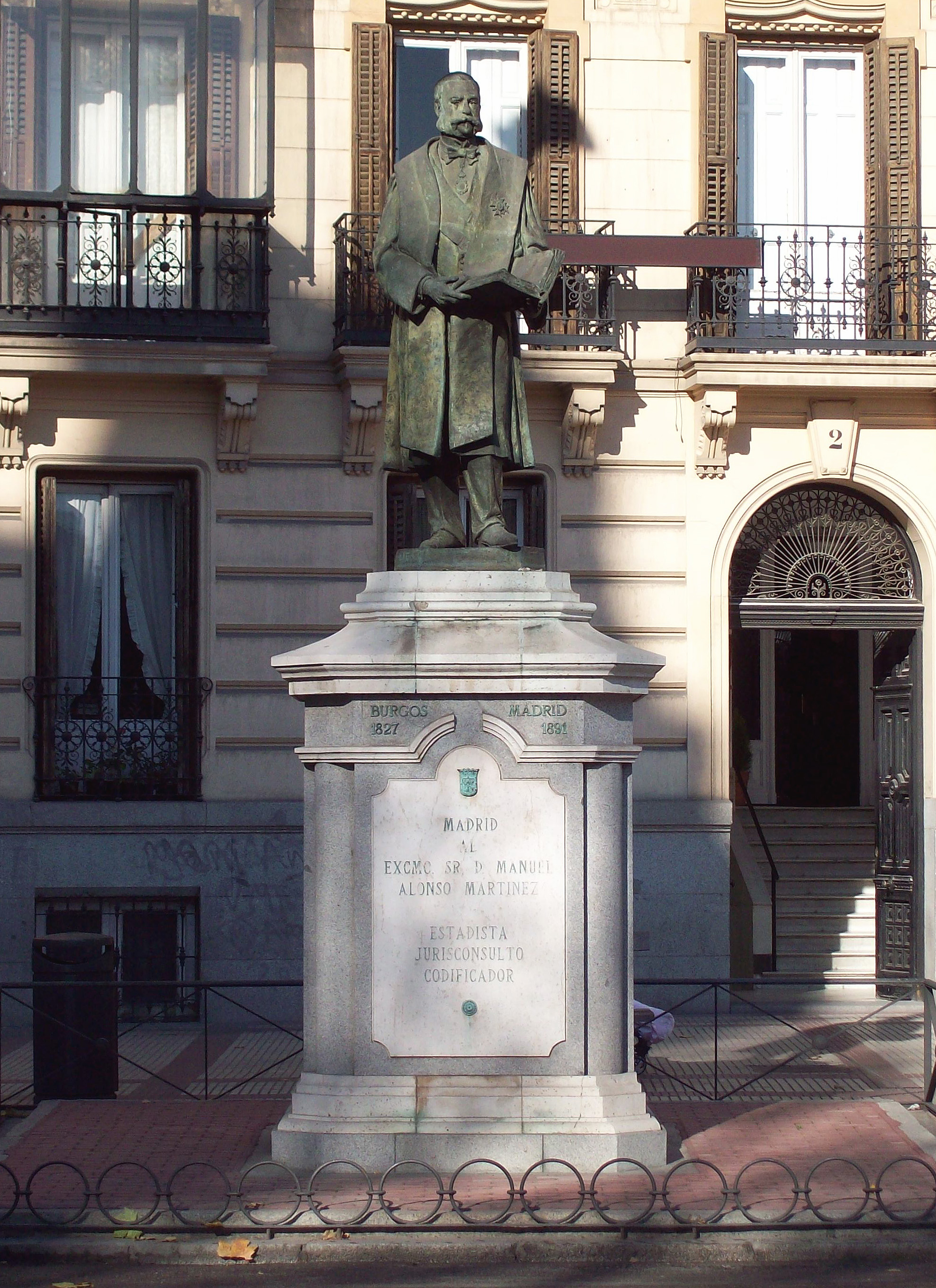
Monumento a Manuel Alonso Martínez

Antes llamada «glorieta de Santa Bárbara» por hallarse en ella la puerta de Santa Bárbara en el espacio central de esta plaza hasta mediados del siglo XIX. Entre las calles de Almagro y Santa Engracia existió el Circo Colón, proyectado por Emilio Muñoz en 1889. Desde el 12 de enero de 1891 tomó el nombre de Manuel Alonso Martínez en agradecimiento a sus gestiones para el desarrollo del Canal de Isabel II. El 5 de enero de 1902 y en presencia de Alfonso XIII, fue instalada una estatua de Quevedo esculpida por Agustín Querol, que más tarde sería trasladada a la glorieta de Quevedo.
En 1944 se inauguraron los primeros andenes de la estación de Alonso Martínez del Metro de Madrid. En esta época, a mediados del siglo XX, se inauguró la Cervecería de Santa Bárbara, siendo también famoso un quiosco-bar denominado "La Mezquita" que se encontraba situado en el centro de la plaza, junto a la boca de Metro. También en ese periodo se instaló un templete de piedra obra del arquitecto Manuel Valcorba, conteniendo un quiosco con librería y urinarios públicos, que fue derribado en 2009.